# Traction (orthopédie)
Pour les articles homonymes, voir traction.
En médecine orthopédique, une traction fait référence à une série de mécanismes visant à corriger des os brisés ou à diminuer la pression sur la colonne vertébrale et le squelette. 
Il existe deux types de tractions : les tractions cutanées et les tractions squelettiques.

## Techniques
Les techniques de traction ont pris plusieurs formes au cours de l'histoire.
Voici quelques techniques modernes de tractions :
- orthèse Milwaukee (en)
- traction de Bryant (en)
- traction de Buck (en), impliquant une traction cutanée. Très utilisée pour les fractures fémorales (en), lombalgies, fractures acétabulaires (en) et les fractures de l'extrémité supérieure du fémur[2].
- traction de Dunlop, utilisée pour traiter les fractures de l'humérus chez les enfants,
- traction de Russell,
- traction cervicale,
  - traction de Sayre.
- La méthode du détenseur.